# Santa Maria de les Oluges
Santa Maria de les Oluges és una església de les Oluges inclosa a l'Inventari del Patrimoni Arquitectònic de Catalunya.

## Descripció
L'edifici és en una plaça cèntrica del nucli. Es tracta d'un edifici de tres naus, una de principal i dues de laterals amb coberta a dues aigües i realitzat amb paredat i arrebossat, destacant les cantoneres que estan realitzades amb carreus ben escairats.
La façana està centrada per una gran portalada d'estil neoclàssic, a la que s'accedeix per una doble escala, amb dues pilastres adossades al mur i capçades per un entaulament format per dues grans volutes i una bola central. També cal destacar les portes de fusta decorades amb ferro forjat, que sembla que és l'únic element que es conserva de l'antiga església romànica. Aquests ferros estan formats per tires horitzontals, les quals es divideixen per derivar cap a una forma circular.
Sobre la portalada trobem un rellotge de sol, per damunt del qual s'obra un òcul que il·lumina l'interior de l'església, juntament amb les dues finestres laterals situades a la mateixa alçada.
La façana està coronada per una cornisa creant una forma de corba-contracorba, i decorada amb tres pinacles, que respon a un estil més pròxim al barroc.
La torre campanar, és de planta quadrada, amb quatre obertures per col·locar les campanes.

## Història
La primera notícia d'aquesta església es troba en un document de principis del segle xii en el qual s'estableix la vinculació de la parròquia d'Oluja a Santa Maria de Solsona: l'any 1106 Gombau Bernat cedí l'església a la canònica solsonina. La subjecció a la canònica és ratificada en la butlla papal d'Eugeni II adreçada l'any 1151 a Santa Maria de Solsona, en l'acta de la tercera consagració de l'església solsonina el 1163 i en les butlles papals posteriors.
Als segles xiii i xiv apareix en la relació d'esglésies que contribuïren a la dècima papal els anys 1279 i 1280, i 1391.
L'església actual fou refeta al segle XVIII; tan sols es conserven escassos fragments de la construcció medieval al campanar.